# Гриньова Ірина Анатоліївна
Ірина Гриньова (нар.. 6 лютого 1973, Казань, Татарська АРСР, РРФСР, СРСР) — російська акторка театру і кіно.
За свідоме порушення державного кордону України під час участі в зйомках кінофільму на території окупованого Росією Криму внесена до «чистилища» бази «Миротворець». У березні 2015 року Ірина Гриньова знімалась на території Автономної Республіки Крим у фільмі «Диво в Криму».

## Життєпис
Ірина Гриньова народилася 6 лютого 1973 року в Казані.
У 1994 році закінчила акторський факультет Ярославського державного театрального інституту.
Закінчила експериментальний «Клас експресивної пластики» Геннадія Абрамова в театрі «Школа драматичного мистецтва» Анатолія Васильєва.
Першу театральну роль зіграла в 1995 році в спектаклі «Гра в класики» за однойменним романом Хуліо Кортасара в постановці Володимира Агєєва на сцені «Епігон-театру». За роль Маги Люсії в цьому спектаклі отримала премію «Найкращий дебют» на фестивалі імені Володимира Висоцького в 1995 році .
У 1998 році Ірина Гриньова була прийнята до трупи Московського драматичного театру імені Костянтина Станіславського, де й досі грає в спектаклях.
У 1998 році вона дебютувала в кіно, в телесеріалі «Самозванці».
Нині Ірина Гриньова багато знімається у різних режисерів, грає в різних театрах як запрошена артистка. Пише вірші, казки, малює. В дуеті з Григорієм Лепсом брала участь в шоу «Першого каналу „Дві зірки“.

### Особисте життя
- Перший чоловік — Андрій Петрович Звягінцев (нар.. 6 лютого 1964), кінорежисер та сценарист.
- Другий чоловік — Максим Андрійович Шабалін (нар.. 25 січня 1982), чемпіон світу і Європи з фігурного катання, Заслужений майстер спорту Росії. Одружилися 20 листопада 2010 року.
  - Донька — Василиса (нар.. 6 липня 2013)[4].

## Творчість

### Основні театральні роботи
- 1995 — „Гра в класики“ за однойменним романом Хуліо Кортасара (режисер — Володимир Агєєв) на сцені „Епігон-театру“ — Мага Люсія, кохана Орасіо Олівейри, парижанка.
- 1996 — „Хлестаков“ (режисер — Володимир Мірзоєв) — Марія Антонівна.
- 1997 — „Той і цей світ“ (режисер — Володимир Мірзоєв) — Даша.
- 1997 — „Місяць у селі“ Івана Тургенєва (режисер — Володимир Агєєв) — Вірочка.
- 1999 — „Дванадцята ніч“ (режисер — Володимир Мірзоєв) — Олівія.
- 2000 — „Маскарад“ за однойменною п'єсою Михайла Лермонтова (режисер — Віктор Шаміров) на сцені Московського драматичного театру імені К. С. Станіславського — Ніна Арбеніна, дружина Євгенія Арбеніна .
- 2000 — „Антігона“ (режисер — Володимир Агєєв) — Антігона.
- 2000 — „Москва — відкрите місто“ (режисер — Володимир Агєєв) — Гретхен.
- 2000 — „Мільйонерка“ (режисер — Володимир Мірзоєв) — Полі Бєсчулочек.
- 2000 — „Борис Годунов“ (режисер — Деклан Доннеллан) — Марина Мнішек.
- 2000 — „Щастя є!“ (режисер — Володимир Агєєв).
- 2002 — „Гамлет“ Д. Кримова — Офелія.
- 2003 — „А. — це інша“(режисерка — Ольга Суботіна) на сцені театру» Центр драматургії і режисури імені А. Казанцева та М. Рощина".
- 2004 — «Дон Жуан» П. Вайля — Ельвіра.
- 2005 — «Три сестри» за однойменною п'єсою Антона Чехова (режисер — Деклан Доннеллан) — Маша.
- 2006 — «Євграф — шукач пригод» (режисерка — Тетяна Ахрамкова) — Бетті Шнайдер.
- 2007 — «Орнітологія» [Архівовано 19 липня 2019 у Wayback Machine.] (режисер — Володимир Агєєв) на сцені «Іншого театру» — Танечка.
- 2008 — «Ніагара» Р. Обадеш — сестра.
- 2008 — "Штірліц йде по коридору. [Архівовано 29 березня 2020 у Wayback Machine.] - По якому коридору? [Архівовано 29 березня 2020 у Wayback Machine.] - По нашому коридору… " [Архівовано 29 березня 2020 у Wayback Machine.], Антрепризний спектакль за п'єсою Алли Соколової «Фантазії Фарятьєва» (режисерка — Олена Шевченко) на сцені " Іншого театру " — Олександра.
- 2008 — «Саломея» за однойменною п'єсою Оскара Уайльда (режисер — Володимир Агєєв) на сцені Московського драматичного театру «Модерн» — Соломія, донька Іродіади.
- 2009 — «Троянської війни не буде» за п'єсою Жана Жіроду (режисер — Олександр Галібін) — Олена.
- 2016 — «Тартюф» (режисер — Пилип Григорян) на сцені "Електротеатру "Станіславський "" — Ельміра.
- 2016 — "Трамвай «Бажання» (Воронезький камерний театр) — Бланш Дюбуа

### Фільмографія
1. 1998 — Самозванці — Лада
2. 2000 — Будинок для багатих — Ганна Казимирівна
3. 2002 — Щит Мінерви — журналістка
4. 2003 — Вокзал — Жанна
5. 2003 — Пасажир без багажу — Ніна
6. 2004 — Завжди говори «завжди» — Дар'я
7. 2004 — Зима — весна — претендентка № 8
8. 2004 — Прощавайте, докторе Фрейд! — Мар'яша, подруга Ірини
9. 2004 — Сліпий (Ліквідатор) — Джулія
10. 2004 — Тільки ти — Ліза Суботіна
11. 2004 — Я люблю тебе — Діана
12. 2005 — Підкидний — Марія Долгова
13. 2005 — Мій особистий ворог — Вікторія Терьохіна
14. 2006 — У. Е. — Інна Соловйова
15. 2006 — Важливіше, ніж любов — Марина
16. 2007 — Я залишаюся — Юля
17. 2007 — Проста історія — Марина, рієлторка
18. 2007 — Сищик Путілін — баронеса Нейгард
19. 2007 — Срібний самурай — Ірина Даірова
20. 2007 — Сумна чирвова дама — Карина
21. 2007 — Рік золотої рибки (Росія—Україна) — Лада («Рибка»), співачка
22. 2008 — Відкрийте, Дід Мороз! — Валентина Калінкіна, подруга Жені
23. 2008 — Канікули кохання (Росія—Україна) — Євгенія Святозарова
24. 2008 — Торкнутися неба (Росія—Україна) — Таїсія
25. 2008 — 220 вольт кохання — Маша Медведєва
26. 2009 — Секер (Казахстан) — Олена, ветеринарка
27. 2010 — Голоси (серія № 14) — Вікторія Чибісова
28. 2011 — Повернення додому — Мілана, заступниця Дронова
29. 2012 — Після школи — Уляна, мати Михайла, «світська левиця»
30. 2012 — Мама мимоволі — Тетяна Смирнова, хірургиня
31. 2012 — Четвер, 12-те — Юлія Бітова, психологиня'
32. 2012 — МУР. Третій фронт — Марина Флерова, акторка
33. 2014 — На одному диханні — Марина Нескорова, акторка, перша дружина Разлогова
34. 2015 — 30 побачень — Вероніка Сергіївна, начальниця Даші
35. 2015 — Диво в Криму — Марія Устинова, кінозірка (головна роль)
36. 2016 — Таємнича пристрасть — Катя Человэкова, акторка (прототип — Тетяна Лаврова)
37. 2020 — (Не)ідеальний чоловік — покупчиня

## Призи та премії
- 1995 — лауреат премії «Найкращий дебют» на фестивалі імені Володимира Висоцького — за роль Маги Люсії в спектаклі «Гра в класики» за однойменним романом Хуліо Кортасара в постановці Володимира Агєєва на сцені «Епігон-театру».
- 2002 — приз «Дива Camey» в номінації «Найкраща кіноакторка, що знімається в телесеріалах».
- 2003 — лауреатка російської театральної премії «Чайка» в номінації «Зваблива жінка» — за головну роль у виставі «А. - це інша» режисера Ольги Субботіної на сцені театру "Центр драматургії і режисури імені А. Казанцева та М. Рощина " .
- 2005 — премія «Образ року», що демонструє погляд сучасних дівчат і молодих жінок на тенденції косметичного ринку.
- 2006 — лауреатка премії «Обличчя року» — за роль Маші у виставі «Три сестри» за однойменною п'єсою А. П. Чехова в постановці Деклана Доннеллана .
- 2007 — лауреатка російської театральної премії " Чайка " в номінації «Посмішка Ж» за найкращу комедійну роль — за роль у виставі «Орнітологія».
- 2009 — премія «Золота ліра» в номінації «Досконалість» — за роль Саломії в спектаклі «Саломея» за однойменною п'єссою Оскара Уайльда в постановці Володимира Агєєва на сцені Московського драматичного театру «Модерн» .